# 张桂生 (1932年)
张桂生（1932年7月—2019年7月30日），字源泉，笔名萍茵，男，浙江温州人，中华人民共和国政治人物，曾任中共瑞安县委书记，温州师范学院党委书记。